# Міхал Ласко
Міхал Ерик Ласко (італ. Michal Eryk Łasko, 11 березня 1981, Вроцлав) — італійський волейболіст польського походження, олімпійський медаліст.

## Виступи на Олімпіадах
| Олімпіада   | Дисципліна | Місце |
| ----------- | ---------- | ----- |
| Лондон 2012 | волейбол   | 3     |